# Jay Rosen
Jay Rosen (nacido el 20 de noviembre de 1961) es un baterista de jazz estadounidense. Es miembro del Trio X con Joe McPhee y Dominic Duval y actúa en Cosmosomatics con Sonny Simmons.

## Carrera
A los 10 años, se interesó en la batería de jazz después de ver a Tony Williams actuar con Sonny Rollins.  Recibió lecciones de Tracy Alexander, hijo de Mousey Alexander (con una lección ocasional del mayor Alexander).  Posteriormente, estudiaría brevemente con Barry Altschul.
Alrededor de los 18 años, se convirtió en músico profesional. Trabajó en estudios, bodas y salones de cócteles de rock, ritmo y blues, country, jazz y música brasileña.  Su carrera discográfica en música improvisada comenzó a mediados de la década de 1990, cuando grabó Split Personality (GM Records) con Mark Whitecage y Dominic Duval.  Comenzó una asociación con el sello CIMP en 1996, y también ha grabado para Cadence). Todd Jenkins describe a Rosen y Duval como la "sección rítmica house" de CIMP, dada la cantidad de grabaciones en las que han aparecido.
Desde 1998, Rosen ha actuado con Joe McPhee y Dominic Duval en Trio X.  En 2000, se unió a Cosmosomatics, un cuarteto con los saxofonistas Sonny Simmons y Michael Marcus y el bajista William Parker.

Rosen se describe a sí mismo como "un músico que toca percusión" en lugar de "sólo un baterista". Utiliza un conjunto de platillos pequeños a los que se acerca "como un intérprete de cuerdas o de lengüeta", y su batería Incluye objetos como la hélice de un barco y un conjunto de tubos de órgano que activa con fuelles impulsados con los pies.  Aunque a Rosen se le asocia con la improvisación libre, se pregunta si la música que toca es "libre":
"Si bien 'música gratis' indica que eres libre de tocar lo que quieras y no estás siguiendo progresiones de acordes, y no hay tiempo, no hay esto ni aquello... La forma en que he estado tocando gratis La música, con mis electores, realmente no sigue esas pautas. Cuando tocamos, en realidad está muy bien organizado. No estamos simplemente soplando a soplo; hay escucha, hay un esfuerzo concertado en la construcción y organización, en juntar cosas, en niveles mínimos, que ya casi no se encuentran en la 'música libre'". 

## Discografía

### Como líder o colíder
- The Hammer (Leo, 2000) con Ivo Perelman
- Canticles for the New Millennium (CIMP, 2000) con Vinny Golia, Paul Smoker, Mark Whitecage
- Drums 'n' Bugles (CIMP, 2002)
- Songs for Samuel (CIMP, 2005)
- No Prisoners (CIMP, 2012) con Dominic Duval, Jon Irabagon y Demian Richardson[8]

Con The Cosmosamatics
- The Cosmosamatics (Boxholder, 2001)
- The Cosmosamatics II (Boxholder, 2001)
- Three (Boxholder, 2004)
- Magnitudes (Soul Note, 2005)[8]

Con Resonance Impeders
- Resonance Impeders (CIMP, 1998) con Chris Dahlgren y Briggan Krauss
- At All Costs Unknown (CIMP, 2001)[8]

Con Trio X
- Rapture (Cadence Jazz, 1998)
- The Watermelon Suite (CIMP, 1999)
- On Tour: Toronto/Rochester (Cadence Jazz, 2001)
- In Black and White (Cadence, 2002)
- Journey (CIMP, 2003)
- The Sugar Hill Suite (CIMP, 2004)
- Moods Playing with the Elements (CIMP, 2005)
- Traumerei (Prophone, 2015)
- Air: Above & Beyond (City Hall, 2015)
- Live on Tour 2010 (City Hall, 2016)
- Live in Green Bay and Buffalo (Cimpol/City Hall, 2016)
- Live at Craig Kessler & Janet Lessner's (CIMP/City Hall, 2016)
- 2006 U.S. Tour (Cimpol/City Hall, 2016)
- Live at Kerrytown (Cimpol/City Hall, 2016)
- Live at the Sugar Maple (Cimpol/City Hall, 2016)[8]

### Como acompañante
Con Andrew Cheshire
- 1998: Relax Keep the Tension Please
- 2000: Magic
- 2002: Faces
- 2003: Morning Song

Con Dominic Duval
- 1997: The Wedding Band
- 2001: Asylem
- 2003: No Respect

Con John Gunther
- 1997: Healing Song
- 1997: Permission Granted
- 1998: Above Now Below
- 2001: Gone Fishing
- 2005: In This World

Con Ivo Perelman
- 1996: Revelation
- 1996: Seeds Visions and Counterpoint
- 1996: Slaves of Job
- 1999: Sieiro
- 2001: The Seven Energies of the Universe

Con Mark Whitecage
- 1996: Caged No More
- 1996: Free for Once
- 1997: 3 + 4 = 5
- 1998: Split Personality
- 1999: Research on the Edge

Con otros
- 1995: Inner Voice, Mike Frost
- 1996: Elements, Michael Jefry Stevens
- 1996: Falling in Flat Space, Herb Robertson
- 1997: Moons of Jupiter, Steve Swell
- 1998: Standard Deviation, Paul Smoker
- 2002: Blue Reality, Michael Marcus
- 2005: Wishing You Were Here, Chris Kelsey
- 2006: Cut It Out, Gebhard Ullmann[9]